# Деркерт, Сири
Сири Карин Деркерт (швед. Siri Karin Derkert; 30 августа 1888, Стокгольм — 28 апреля 1973, Лидингё) — шведская художница, представительница модернизма.

## Биография и творчество
Сири Деркерт родилась в 1888 году в Стокгольме. Её родителями был Эдвард Деркерт, предприниматель, и его жена Вальборг Деркерт. В семье было шестеро детей. Сири училась в стокгольмской школе Уитлока; затем с 1904 по 1910 год она посещала художественную школу Альтина. В 1911 году она поступила в Королевскую академию искусств, где её подругами стали Анна Петрус, Ниннан Сантессон и Лиза Бергстранд.
В 1913 году Сири Деркерт жила в Париже, на Монпарнасе (где в то время также жили Сантессон и Бергстранд) и посещала Русскую Академию и Академию Гранд-Шомьер. В 1914 году Деркерт, Сантессон и Бергстранд совершили совместное путешествие в Алжир, которое произвело сильное впечатление на Деркерт и оказало влияние на её искусство. В том же году она познакомилась с финско-шведским художником Валле Росенбергом. Некоторое время они вместе жили в Париже, затем совершили поездку в Англию и, наконец, поселились в Италии, где в 1915 году родился их сын Карло. В этот период Сири много работала, создавая картины в серых, синих и зелёных тонах, под явным влиянием кубизма. Основными её жанрами были пейзаж и автопортрет.Впоследствии эти работы демонстрировались на выставках в Копенгагене и в Стокгольме в 1919 и в 1921 году.
В 1916 году Сири вернулась в Швецию, тогда как Валле и сын остались в Италии. Некоторое время она занималась дизайном одежды, создавая оригинальные и элегантные вечерние платья. В 1917 году начались её отношения с художником Бертилем Любеком, и в 1918 году у них родилась дочь Лив. Как и в предыдущий раз, рождение ребёнка держалось в тайне; девочку отдали в детский дом, откуда её потом забрала приёмная семья. В 1920 году Сири родила ещё одну дочь от Бертиля Любека, которую удочерила та же семья, что и её сестру. В 1921 году Сири и Бертиль заключили формальный брак, чтобы иметь возможность официально признать обеих своих дочерей. С Валле Росебергом Сири виделась лишь раз в 1919 году, незадолго до его смерти от тяжёлой болезни. Их сын Карло остался в Италии, откуда впоследствии его забрала мать.
в 1920-е годы Сири Деркерт жила попеременно в Стокгольме и Париже. Она продолжала работать в области моды и вела соответствующую рубрику в журнале Idun, а также писала миниатюры. В 1923 году состоялась её первая персональная выставка. Художница много путешествовала, в том числе со своими подругами Ниннан Сантессон, Верой Нильссон и Анной Сальстрём. С 1936 года она жила в Париже вместе с дочерью Лив, также проявлявшей способности к искусству. В 1938 году Лив умерла от туберкулёза, и после этого удара Сири надолго оставила занятия живописью.

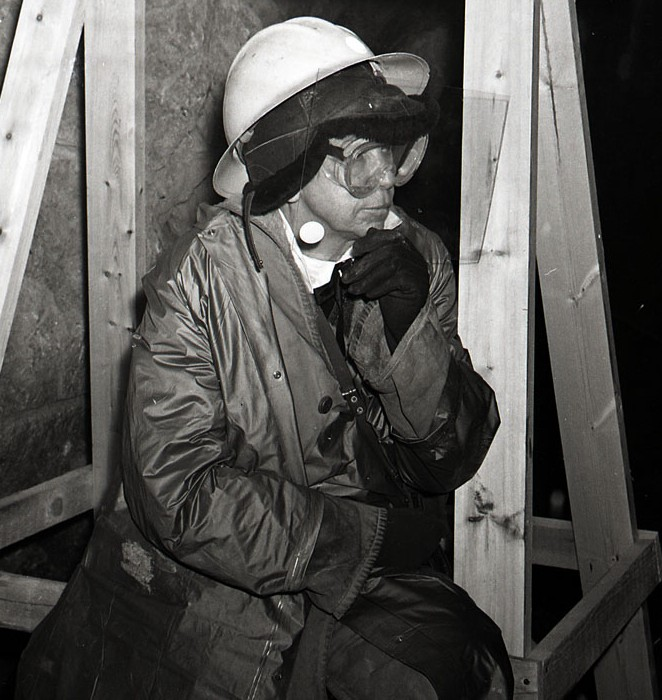
Деркерт работает над резьбой на станции метро Эстермальмсторг

В 1944 году состоялась персональная выставка Сири Деркерт в Стокгольме, в 1953 — в Париже. В 1950-х годах она много экспериментировала с новыми техниками и материалами. Будучи активным борцом за мир, в 1950 году она посетила Советский Союз в рамках глобальной конференции по вопросам мира. В 1950-х годах стала лидером стокгольмского отделения Шведского женского левого союза (Svenska Kvinnors Vänsterförbund). В то время Служба безопасности следила за всеми участницами этого нового движения, и поэтому её деятельность тщательно документировалась в досье. 
В 1959 году она приняла участие в оформлении станции стокгольмского метро T-centralen. В 1960 году она стала первой шведской художницей, чья ретроспективная выставка прошла в Музее современного искусства. В 1962 году художница была избрана в качестве представителя Швеции на Венецианской биеннале. Когда в 1969 году «Аполлон-11» высадился на Луну, Шведское радио пригласило прокомментировать это событие во время трансляции некоторых известных шведов: Деркерт, лидера Левой партии — коммунисты Карла-Хенрика Херманссона и архиепископа Рубена Йозефсона. 
Сири Деркерт продолжала работать вплоть до своей смерти в 1973 году. Она умерла в Лидингё и там же была похоронена. Мартин Густавссон описал её как «любящую птиц мотоциклистку-марксистку». 